# Блик, Дэвид Брюс
Дэвид Брюс Блик (27 февраля 1932 – 23 марта 2006) – солдат армии США, участник Корейской войны. Дослужился до звания штаб-сержанта. Удостоился высочайшей военной награды США – медали Почёта за свои действия 14 июня 1952 года близ Минари-гол, Южная Корея.
Родился в штате Айдахо. Ушёл из школы, чтобы стать военным медиком. Был отправлен в Корею вместе с 40-й дивизией. В ходе миссии на севере в глубине контролируемой китайцами территории патруль Блика попал под плотный огонь с укреплённой китайской позиции. Несмотря на полученное ранение Блик много раз бросался на китайцев и убил пятерых, четырёх из них – голыми руками. Потом он стал оказывать помощь раненым. Прикрыл солдата от взрыва гранаты. Блик был отмечен за спасение раненых и за то что обеспечил возвращение всех солдат патруля обратно. За эти действия он был награждён медалью Почёта.
В мирное время (до и после службы) Блик сменил множество работ в штатах Айдахо и Вайоминг, работал на ранчо, в молочном хозяйстве, водителем-дальнобойщиком, разделывал мясо. Последняя его должность – техник по радиоактивным отходам в национальной лаборатории штата Айдахо. Умер в 2006 году от эмфиземы, болезни Паркинсона и осложнений после перелома шейки бедра.

## Биография
Родился 27 февраля 1932 года в семье Уильяма Блика и Тамары Блик (урожд. Янг) в г. Айдахо-Фолс, штат Айдахо в отдалённой фермерской общине. Он был седьмым из девяти детей. Ушёл их хай-скул и работал фермером и на ранчо, также на железной дороге. Блик стал всё более тяготиться жизнью в Айдахо и решил вступить в ряды армии, чтобы «посмотреть мир». Рост Блика составлял 6,5 футов (2,0 м) а вес – 250 фунтов (110 кг). Всю жизнь о нём говорили как о тихом и скромном человеке. Блик был прихожанином мормонской церкви.
Блик вступил в армию 1 ноября 1950 года и прошёл базовую боевую подготовку в Форт-Райли, штат Канзас. Там он был направлен на медицинскую службу. По завершении подготовки Блик получил назначение в медицинскую роту 223-го пехотного полка, 40-й пехотной дивизии национальной гвардии штата Калифорния. Вскоре после начала службы Блика в части он был отобран для участия в Корейской войне. Блик был направлен на базу Кэмп-Кук в Ломпоке, штат Калифорния для прохождения продвинутой медицинской подготовки перед отправкой в Корею.
40-я пехотная дивизия отплыла в Корею в январе 1952 года. Вскоре Блик был повышен в звании до сержанта. Его часть была направлена в горную местность близ Минари-гол, Южная Корея вдоль 38-й параллели. К этому времени ситуация на фронтах по большей части стабилизировалась, в основном постоянно шла низко интенсивная окопная война. Продолжительные бои за одни и те же пункты приводили к большим потерям . Блик служил полевым медиком, помогал войскам на линии фронта, заменяя тем самым части мобильных хирургических госпиталей.   

### Подвиг
14 июня 1952 года Блик отправился вместе с патрулём второго батальона 223-го пехотного полка на север, чтобы провести разведку китайских позиций и захватить китайских солдат для допроса. Блик добровольно вызвался сопровождать патруль из 20 человек из разведывательного взвода. Отряд был направлен на высоту 499, было известно, что там действуют китайцы. 14 июня в 04.30 патруль под покровом темноты вышел на задание. Перед этим рота F 223-го пехотного полка повела отвлекающую атаку на западе. Когда патруль достиг высоты он попал под плотный огонь из автоматического оружия, который выбил передовых, ранил нескольких солдат. Блик, двигавшийся в тылу отряда, бросился вперёд, оказал помощь нескольким солдатам, раненым первыми выстрелами, а затем присоединился к взводу, продолжившему выполнение миссии.
Когда они продолжили подъём на высоту несколько китайских солдат из ближайшего окопа открыли огонь, ранив другого солдата. Согласно рассказам очевидцев Блик рванулся к окопу и ворвался в него, схватил китайского солдата за шею и голыми руками убил его, сломав ему шею. Затем Блик схватился с другим солдатом, схватил его за шею и убил его, сломав ему трахею. Третьего подоспевшего китайского солдата Блик в схватке убил ножом.
Затем Блик вернулся к патрулю, где стал оказывать помощь раненым солдатам, но вскоре прилетевшая китайская граната, отразившись от шлема солдата, приземлилась рядом. Блик схватил солдата и прикрыл его от взрыва своим телом, ни один из них не пострадал от последующего взрыва. Патруль продолжил выполнение миссии, американцам удалось захватить в плен нескольких китайских солдат. Однако, когда отряд спускался вниз с высоты 499, возвращаясь к линиям ООН он попал в засаду, группа китайских солдат спряталась в окопе с автоматическим оружием. Трое солдат были ранены огнём, Блик, поспешивший им на помощь, был ранен в ногу. Блик оказал помощь всем раненым, но один из них получил настолько тяжелое ранение, что не мог передвигаться. Несмотря на непрекращающийся китайский огонь и собственное ранение, Блик взвалил на себя раненого солдата и продолжил спуск с высоты, но наткнулся на двух других китайских солдат, Блик положил на землю солдата и напал на китайцев. Он с такой силой столкнул их головами, что по-видимому разбил череп одному или обоим после чего продолжил свой путь. В итоге 20 человек вернулись к линиям ООН, треть из них была ранена. Блик был отмечен за спасение патруля, поскольку незамедлительно оказывал помощь раненым и агрессивно атаковал, убив или нейтрализовав пятерых китайских солдат.
По сообщениям полученное Бликом ранение в ногу привело к повреждению нерва. Его ранение требовало госпитализации, но он вернулся к несению службы 9 июля 1952 года. Его служба в Корее закончилась вскоре после этого события. Блик завершил свою службу в Японии и 27 октября 1953 года был награждён медалью Почёта на церемонии в Белом доме президентом США Д. Эйзенхауэром. Блик ушёл в отставку из армии в звании штаб-сержанта.

## Гражданская жизнь
Оставив военную службу в конце Корейской войны Блик вернулся в штат Айдахо. Позднее он переехал в штат Вайоминг, где работал водителем грузовика, мясником в бакалейном магазине и фермером. Блик женился на Луи Пикетт Блик , в браке родились четверо детей. В 1966 году он переехал в Мур, штат Айдахо, где десять лет управлял молочной фермой. Затем он стал привратником в национальной лаборатории штата Айдахо (Idaho National Engineering Laboratory) где и проработал до выхода на покой в середине 1990-х как главный техник горячей ячейки, ответственный за утилизацию радиоактивных отходов.
Блик скончался 23 марта 2006 года в больнице (Lost Rivers District Hospital) в Арко, штат Айдахо от эмфиземы, болезни Паркинсона и осложнений после перелома шейки бедра. Он умер в тот же день что и Десмонд Досс, также удостоившийся медали Почёта. Ко времени смерти у него были девять внуков и шесть правнуков. Тело Блика было кремировано, пепел был рассеян в штате Айдахо в месте, где он любил ловить рыбу. Позднее его семья установила кенотаф на кладбище Lost River Cemetery в округе Бьютт, штат Айдахо.        

## Почести
В 1995 году в честь Блика была названа больница на военной базе Форт-Стилл, штат Оклахома. После кончины Блика губернатор Оклахомы объявил день 14 июня 2007 года днём сержанта Дэвида Брюса Блика в связи с 55-й годовщиной достижений Блика. 14 июня 2006 года семья Блика передала медаль Почёта в музей военной истории штата Айдахо, где она выставлена и поныне вместе с медалью жителя Айдахо Гардона Бартера.

## Награды
Награды Блика:
| A metal device depicting a blue bar with a rifle, in front of a wreath of silver leaves. |  |  |
| A light blue military ribbon with five white stars with five points each.                |  |  |
| A purple ribbon with white stripes on each end.                                          |  |  |
| Бронзовая звезда за службу                                                               |  |  |
|                                                                                          |  |  |
|                                                                                          |  |  |

| Combat Medical Badge                                                    |                                |                                         |
| Медаль Почёта                                                           |                                |                                         |
| Пурпурное сердце                                                        | Пурпурное сердце               | Медаль «За службу национальной обороне» |
| Медаль «За службу в Корее» со служебной звездой                         | Медаль «За службу ООН в Корее» | Медаль «За службу на Корейской войне»   |
| Благодарность президента Республики Корея                               |                                |                                         |
| 40th Infantry Division Нарукавный шеврон SSI-FWTS 40-й пехотной дивизии |                                |                                         |

### Медаль Почёта
Блик стал одним из восьми военных медиков, награждённых медалью Почёта за участие в Корейской войне. Он и мастер-чиф Уильям Шарет были награждены при жизни, остальные шестеро – посмертно (Richard G. Wilson и Брайан Уомак от армии; Эдвард Бенфолд, Richard Dewert, Francis C. Hammond и John E. Kilmer от флота).

### Наградная запсиь
Сержант Блик, служащий медицинской роты отличился благодаря выдающейся доблести и неукротимой храбрости, выполняя свой долг и превысив его в бою с врагом. Как медицинский работник он добровольно вызвался сопровождать разведывательный патруль, имевший задачу вступить в бой с противником и захватить пленного для допроса. Поднимаясь по склону господствующей высоты, группа попала под плотный огонь из автоматического оружия и понесла потери. Оказав помощь раненым, он продолжил движение в составе патруля. На склоне холма, пытаясь пересечь простреливаемую местность, чтобы помочь раненым  он попал под огонь небольшой группы противника, засевших в траншее. Ворвавшись в окоп, он вступил в рукопашный бой с противником, убил двоих голыми руками, а третьего своим ножом. Покинув укрытие, он увидел, как граната упала перед его товарищем. Блик, выскочив из укрытия, прикрыл собой человека от взрывной волны. Позднее, оказывая помощь раненым, он получил пулевое ранение но, несмотря на это, он приступил к эвакуации раненого товарища. При движении вниз по склону с тяжёлой ношей его атаковали штыками двое вражеских солдат. Подскочив к нападавшим, он схватил их и ударил их головами, затем снова потащил беспомощного товарища вниз к безопасности. Своим бестрепетным мужеством и бесстрашными действиями сержант Блик заслужил величайшую честь для себя и поддержал уважаемые традиции военной службы.          
Оригинальный текст (англ.)
Sgt. Bleak, a member of the medical company, distinguished himself by conspicuous gallantry and indomitable courage above and beyond the call of duty in action against the enemy. As a medical aidman, he volunteered to accompany a reconnaissance patrol committed to engage the enemy and capture a prisoner for interrogation. Forging up the rugged slope of the key terrain, the group was subjected to intense automatic weapons and small arms fire and suffered several casualties. After administering to the wounded, he continued to advance with the patrol. Nearing the military crest of the hill, while attempting to cross the fire-swept area to attend the wounded, he came under hostile fire from a small group of the enemy concealed in a trench. Entering the trench he closed with the enemy, killed 2 with bare hands and a third with his trench knife. Moving from the emplacement, he saw a concussion grenade fall in front of a companion and, quickly shifting his position, shielded the man from the impact of the blast. Later, while ministering to the wounded, he was struck by a hostile bullet but, despite the wound, he undertook to evacuate a wounded comrade. As he moved down the hill with his heavy burden, he was attacked by 2 enemy soldiers with fixed bayonets. Closing with the aggressors, he grabbed them and smacked their heads together, then carried his helpless comrade down the hill to safety. Sgt. Bleak's dauntless courage and intrepid actions reflect utmost credit upon himself and are in keeping with the honored traditions of the military service— 

## Комментарии
1. ↑  За действия в этой отвлекающей атаке роты F капрал Клифтон Т. Спичер был посмертно награждён медалью Почёта(Ecker, 2004, p. 138)
2. ↑  В 2000 году этой медалью наградили всех военных США, принявших участие в Корейской войне.